# 臼井あいみ
臼井 あいみ（うすい あいみ、1994年9月20日 - ）は、日本のAV女優。エベレストモデルエージェンシー所属。

## 略歴・人物
2013年にデビューしたロリ系のAV女優。
趣味・特技:カラオケ、茶道。

## 出演作品

### アダルトDVD
2013年
- 新人ちゃん 居酒屋店員 バイト歴3週間 臼井あいみ（18才）（8月9日、MAGIC）
- 新・素人娘、お貸しします。 VOL.06（8月22日、プレステージ）
- どしろうとちゃんねる 【アイドルオーディション面接編】（9月3日、MAGIC）他出演:香月れな、柚木夏波 ほか
- 初めてのぶっかけ・緊縛・輪姦 臼井あいみ 18才（9月13日、First Star）
- 僕の彼女をナンパして下さい。 2（10月11日、S級素人）他出演:藤嶋唯、青羽勇歩、柏倉玲華
- ガチ本番!!極上素人ナンパ即挿入!! in 井の頭線沿線（10月11日、S級素人）他出演:滝川ソフィア、雨宮ほのか、桜ちずる、菅野さゆき、秋月夕奈 ほか
- 浜辺の美少女を、本気でヤッちゃいました。 2013 vol.03 神奈川県湘南ビーチで顔射ナンパ編（10月22日、プレステージ）他出演:日向小夏、蒼乃かな、篠原紗穂、川島さや、夏川遥 ほか
- 普段は真面目で大人しいクラスの可愛い女子が、誰もいない校舎で1人角オナニーに耽っているのを偶然見てしまった僕は…（11月1日、DOC）他出演:国見あやせ、相沢れおな、武藤つぐみ
- 女子大生チアリーディング部 レズ強化合宿 チアもレズもチームワークと言い切る名門校アスリートレズビアンのエロ合宿（11月9日、ROCKET）共演:つるのゆう、今井花菜、倉科もえ、桜瀬奈
- 輪姦・乱交マニア55人 ロリータ陵辱大輪姦（11月13日、HERO）
- 過激を超えたイメージビデオ。 臼井あいみ 149cm（12月1日、ミニマム）
- 朝の通勤ラッシュで間違えて乗ってしまった女性専用車両が、女子高生だらけ! しかも、混雑の熱気で汗だくブラ透け率100%で我慢できず勃起! 逃げようと思っても動けず、周りの女子高生に勃起があたりまくりで、まさかの集団発情!? そして女子高生たちが僕のチ○ポを…。（12月5日、Hunter）他出演:愛代さやか、小西まりえ、浜崎真緒、桜咲ひな、百田まゆか、綾見ひかる、武藤つぐみ
- 痴漢“痴女化”計画 感じてもイカセない寸止め痴漢でチ○ポを求めだす女子校生（12月19日、ナチュラルハイ）他出演:葵こはる、葉月可恋、小西まりえ、武藤つぐみ
- コタツで眠る成長した姪っ子の身体に我慢できず悪戯したら想像以上に興奮しだしチ○ポを求めてきた（12月19日、ナチュラルハイ）他出演:川越ゆい、御園さよ、成宮梓
- 募集上玉素人が見せる!こんなエロい事してもらいました!! 可愛い娘ほど、ホントはこんなにエロかった!!（12月20日、DOC）他出演:武藤つぐみ、遠藤あいこ、成宮梓、進藤あゆみ、三花れな、柳あいな ほか

2014年
- 勉強しか取り柄がなく家庭教師をしている僕。欲求不満な教え子の母が娘に気づかれないようにちょくちょく僕を誘惑してくる…その事に気づいた娘は、嫉妬したのか「ママより私の方がいいでしょ?」と、母に負けじと僕を挑発してきて…（1月1日、DOC）他出演:夢咲りぼん、千早あいり
- ピチピチ18才ぶっかけ8P輪姦 従順ペット（1月10日、First Star）
- 会社で一番ロリかわいい新入社員 臼井あいみが、あなたのセックスフレンドだったら…（1月23日、アイエナジー）
- ママは知らない… 思春期の娘とパパの歪んだ愛の日常。 あいみ149cm（2月1日、ミニマム）
- 即ハメ痴漢（2月6日、ナチュラルハイ）他出演:彩城ゆりな、野々宮ここみ、有本紗世、月本るい、高梨あゆみ、新垣とわ、本澤朋美
- TeenHunt #016/Shizuoka（2月7日、桃太郎映像出版）他出演:益若エリカ、武藤つぐみ ほか
- 同じマンションに住む小さい女の子に媚薬を塗り込んだチ○ポで即イラマ。 結果、ねば〜っと糸引くえずき汁まみれのイキ顔で淫乱化。（3月6日、ナチュラルハイ）他出演:彩城ゆりな、早瀬ありす、葉月可恋
- 満員電車で痴漢され我慢できずに絶頂する女子校生たち（3月7日、TMA）他出演:夏目優希、河愛雪乃、野宮さとみ、森川ヒカル、新希マヤ
- ろり すくみず♥えっち（3月21日、クリスタル映像）
- 秘密の口姦。 股間を近づけるオトコたち。 完全撮り下ろし12シーン 4時間スペシャル。（4月1日、ミニマム）他出演:初芽里奈、篠宮ゆり、有本紗世、芹沢つむぎ ほか
- 停電中に友達のお父さんに即ハメされてイカサレタ快感が忘れられず、「もう一回シテ」とオヤジの濃厚セックスを求めだす○学生（4月10日、ナチュラルハイ）他出演:葵こはる、湊莉久
- 掃除も自炊もまったくしない男臭い四畳半に住む僕が、掃除専門の家政婦と料理専門の家政婦を同時に雇って、一生懸命仕事をしている横でAVを見せつけたら、2人ともエッチな画面に釘付け!しかも発情しちゃったらしく、まさかの3Pまでヤれました!!（4月10日、Hunter）共演:桃原まみか　他出演:愛原ゆあ、葵こはる、南梨央奈、羽月希、山本美和子 ほか
- 誘拐、身代金は支払われなかったのか?（4月13日、思春期.com）
- 夢の近親相姦! 娘たちの無防備パンチラに父さんのカリデカチ○ポは爆発寸前！性欲に目覚めた娘達も家族に内緒で父さんチ○コうずうずしながら待ってんの（4月24日、SWITCH）共演:鈴木心葉、愛須心亜
- 女子校生集団催眠乱交（4月25日、TMA）共演:夏目優希、野宮さとみ、河愛雪乃、森川ひかる ほか
- 姉妹のように仲良し2人組の女の子を1本の生チ○ポで本物の穴姉妹にしてあげる。（5月1日、ミニマム）共演:大桃りさ
- いいなり露出温泉（5月2日、First Star）
- この家に住む二人の美少女（5月9日、アクティブクリエイト）共演:武藤つぐみ
- 媚薬を仕掛けた女もイキまくる心中レズ! 「先生に嫌われても好きだから…」薬を口に含んで接吻する女子高生（5月22日、ナチュラルハイ）他出演:新山かえで、葉月可恋、初美沙希、及川はるな
- 「10代の甘い髪の香りは勃起薬!満員状態で正面から股間と股間を擦りつけたらヤられるか? 2 メガチ○ポVer.」（5月22日、DANDY）他出演:愛須心亜 ほか
- 「二人一緒じゃないとヤダ」とおねだりされ自慢の姉妹マ○コに連続生中出し 妹二人の透けブラに思わず兄貴のアソコがフル勃起!可愛い妹二人になら、何度でも中に出し続けたい! 〜中出し近親相姦・姉妹編〜（5月22日、michiru）共演:渡辺もも
- 闇の天使 ダークガール（5月23日、GIGA）
- 学校でバレないように声を押し殺してエッチしてるのに愛液のクチュクチュ音が漏れてしまう女子校生たち（5月23日、青空ソフト）他出演:野宮さとみ ほか
- 素人連れ込みナンパSEX騙し撮り 3（6月3日、フルセイル）他出演:相沢恋
- 「勃起チ○ポを見たら赤くなる初心（ウブ）看護師に指にまとわりつくほど伸び〜る濃密ガ汁を見せたらヤられた」 VOL.1（6月5日、DANDY）他出演:橘メアリー、あおば結衣 ほか
- 自転車の椅子に媚薬を塗られ通学路でも我慢できずサドルオナニーをするほど発情しまくる女子高生 3（6月19日、ナチュラルハイ）他出演:彩城ゆりな、愛須心亜
- ナチュラルハイ15周年記念作品 痴漢集大成 2014（7月1日、ナチュラルハイ）他出演:佳苗るか、浜崎真緒、本澤朋美、有本紗世
- SEXのハードルが異常に低い世界 8（7月10日、ディープス）他出演:桜井あゆ、有村千佳、加納綾子、深津佳乃、天音遥香、春日しおり、今井花菜
- 素人連れ込みナンパSEX隠し撮り 6（7月10日、フルセイル）他出演:通野未帆、美咲結衣
- ピュアホワイト ●プロレス技責め編 ●腋責め編 ●股間責め編 ●凌辱編（7月11日、GIGA）
- 炉利物語 公然恥辱の近親相姦 壊れゆく親子の想い 父親の目の前で中出し輪姦レイプされた愛娘（7月19日、バンビーナ・IF）
- 痴漢大量顔射下車（7月24日、ナチュラルハイ）他出演:吉川いと、長谷川夏樹、川越ゆい
- 『栄養ドリンクじゃないじゃん!』 間違えて媚薬を飲んだ気の強いお姉ちゃんと姉弟ゲンカ!だけど敏感なカラダは取っ組みあいで感じだして痙攣イキ（7月24日、ナチュラルハイ）他出演:浜崎真緒、新山かえで
- 校則で『女は、男性器を勃起させ、射精させること』と定められた学校（7月25日、おかず。）共演:保坂えり、葉月可恋、南梨央奈
- 子●の性を売る家庭 そこに生まれてきたビジュアル抜群の悲しき女●（7月25日、First Star）
- よくある普通のデリバリー。 人気の秘密は生ハメ中出し。（8月1日、ミニマム）
- 山梨県○谷 田舎の混浴温泉で出会った 地元のパイパン○学生たちは都会のデカチンに興味津々 初めて見るギン勃ちち○ぽを未成熟なおま○こにねじ込まれ中出し大乱交（8月7日、ディープス）共演:有本紗世、小西まりえ、篠宮ゆり、南梨央奈
- 149cmの恋 小柄なロリ美少女のSEX事情（8月13日、S-Cute）他出演:佳苗るか、愛須心亜、小西まりえ、平子知歌
- 家政婦の透けパンティで勃起! 僕の小汚いワンルームにやって来た清楚な家政婦の掃除している後ろ姿をふと見たらパンティが透けていてビックリ!当然、僕はフル勃起! それに気がついた家政婦が勃起チ○ポをチラ見して発情!（8月21日、Hunter）他出演:山本美和子、三井倉菜結、浜崎真緒 ほか
- 臼井あいみちゃん ふぁーすとすたープレミアムベスト8時間（8月22日、First Star）※総集編
- 保健室で未発達な身体をキワドイ部分まで念入りにマッサージされ、股間がヌレヌレになり我慢できずデカチンを求めてしまった女子校生（8月22日、SCOOP）他出演:さとう遥希、南梨央奈、大槻ひびき
- 「チンポを勃てて悦ばす!!」が校訓の憧れの都内一等地にある南青○性女学院（9月2日、DOC）共演:愛須心亜、大澤美咲、小川めるる、香椎りおん、さくらえな、白咲碧、白咲ちえ、篠宮ゆり、檸檬、あおば結衣、生駒はるな、川田悠美、大崎みこと、北山悠、紺野ひかる、倉科紗央莉、原ゆりあ、睦見しほ、翔田千里
- J○散歩!! ガチ交渉でココまでヤっちゃいました!! 2時限目（9月2日、DOC）他出演:阿部乃みく、颯希真衣、堤まほ ほか
- ろりえすて 〜ワレメ拡張デカチンマッサージ〜（9月6日、ROCKET）共演:初芽里奈、加賀美シュナ
- 女装して女風呂にまんまと潜入!! 裸の女に興奮してタオルから勃起チ○コが飛び出しちゃった。マズイと思ったが、綺麗に化粧した僕のチ○ポを見て嫌がるどころか手を伸ばしてきた!（9月25日、SWITCH）
- マスターベーションインストラクション 3 -Schoolgirl JOI- あなたに語りかける淫語と焦らしストリップでオナ指示 美少女JKスペシャル（9月25日、ROCKET）他出演:篠宮ゆり、一之瀬すず、佳苗るか、初芽里奈、加賀美シュナ
- 素人○リータ生中出し 013（10月1日、プラム）
- 妹は思春期真っ盛りで男の体に興味津々！周りの子達はとっくに彼氏とはH済みなのに奥手な妹はまだ未経験らしい…。焦りからか兄の僕に性の悩みを打ち明けてきたので、優しく教えてあげているとモジモジし出して頬を赤らめながら…（11月2日、DOC）他出演:堀口真希、柚本ひまり
- 夏休み パイパン日焼け少女ナンパ 読者モデルのスカウトと称しスタジオ撮影＆日焼けチェック!（11月7日、TMA）他出演: 加賀美シュナ、宮崎夏帆 ほか
- 小悪魔ロリギャル×男性ホルモン異常オヤジ集団と濃厚生ハメ交尾（11月21日、UPSON）
- 素人泡姫に生中出し 027（12月15日、プラム）

### イメージDVD
- Pure Moe Mix（2014年3月25日、日本コンテンツ流通）